# 417 Suevia
Suevia (asteroide 417) é um asteroide da cintura principal com um diâmetro de 40,69 quilómetros, a 2,4301219 UA. Possui uma excentricidade de 0,1327271 e um período orbital de 1 713,17 dias (4,69 anos).
Suevia tem uma velocidade orbital média de 17,79330411 km/s e uma inclinação de 6,61639º.
Este asteroide foi descoberto em 6 de Maio de 1896 por Max Wolf.